# Філатівка
Філа́тівка (крим. Filativka) — село Перекопського району Автономної Республіки Крим. Розташоване на північному заході району.
З 2014 року окуповане Російською Федерацією.

## Назва

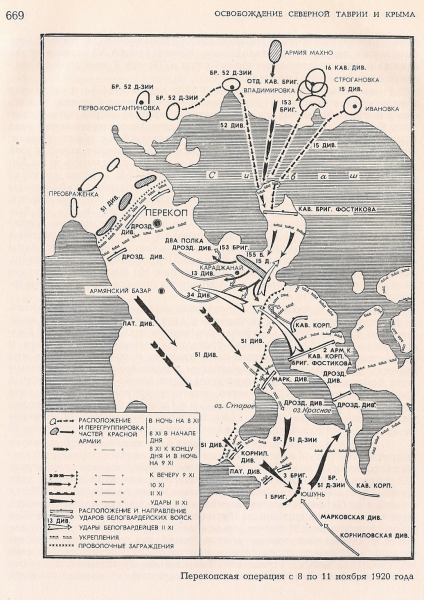
Військові дії Росії у Криму, 1920 рік. Філатівка позначена як Караджанай

Уперше село згадується 1915 року як поселення Філатівка.

## Опис
Село розташоване у північній частині Криму, на Перекопі.
Філатівка розташована недалеко від берегів солоного озера Сиваш. На північ від села в озеро вдається Литовський ріг. На сході знаходиться затока Філатова Засуха та озеро Янгул. Від великих міст Криму село відрізане на заході, де тече Кримський канал.
Усього у селі нараховується 297 дворів, що розташовані уздовж 7 вуличок.

## Населення
Згідно з відомостями усеукраїнського перепису населення, у селі живе 1121 особа. Згідно з «переписом 2014 року», здійсненим окупаційною владою Криму, населення склало 516 осіб.
За рідною мовою населення ділиться таким чином
| мова                   | %     |
| ---------------------- | ----- |
| Російська мова         | 49,06 |
| Українська мова        | 28,99 |
| Кримськотатарська мова | 16,41 |
| Румунська мова         | 3,12  |
| інші                   | 0,89  |